# Antinoria insularis
Antinoria insularis är en gräsart som beskrevs av Filippo Parlatore. Antinoria insularis ingår i släktet Antinoria och familjen gräs. Inga underarter finns listade i Catalogue of Life.